# Bathymunida avatea
Bathymunida avatea is een tienpotigensoort uit de familie van de Munididae. De wetenschappelijke naam van de soort is voor het eerst geldig gepubliceerd in 2006 door MacPherson & Baba.